# Mémek réme
A Mémek réme (eredeti címén Faith Hilling) a South Park című amerikai animációs sorozat 226. része (a 16. évad 3. epizódja). Elsőként 2012. március 28-án sugározták az Egyesült Államokban. Magyarországon 2012. október 29-én mutatta be a magyar Comedy Central.
Az epizód a mémekkel foglalkozik, azok terjedésével, illetve egy mellékszálon azon, hogy a macskák egyre intelligensebbé válnak és veszélyt jelentenek az emberiségre.

## Cselekmény
|  | Alább a cselekmény részletei következnek! |

Egy új mémtrend söpör végig a világon, ez a "Faith Hillezés", ami azt jelenti, hogy valakiről úgy készül kép, hogy a pólóját kétoldalt úgy fogja meg és húzza ki, mintha mellek lennének. A srácok sikeresen visznek végig egy akciót, aminek során a 2012-es coloradói republikánus elnökjelölti vitán csinálják ezt meg. Ennek hatására az iskolába küldik Lamont professzort, hogy előadást tartson nekik a mémek veszélyeiről. Levetít nekik egy oktatóvideót arról, hogy hogyan halnak rettenetes halált fiatalok "Tebowzás" közben, kivétel nélkül úgy, hogy elüti őket a vonat - és közli, hogy a békejelen, a szamárfülön, és az állkukin kívül nincs más olyan mém, ami ne lenne halálosan veszélyes. Stan, Kyle, Cartman és Kenny ezzel mit sem törődve továbbra is "Faith Hillezni" szeretnének, és megörülnek, amikor kiderül, hogy a Denver Post címoldalára került a képük. De csalódniuk kell, mert a kapcsolódó cikk szerint amit csinálnak, az "totál 2000-es évek", és ami most megy, az a "Taylorswiftezés" (letolt nadrágban végigcsúszni meztelen fenékkel a padlón). Megpróbálnak szembeszállni a trenddel, és tovább "Faith Hillezni", és emiatt konfliktusba keverednek "Taylorswiftezőkkel" is.
Miközben újabb figyelmeztető előadást tart a negyedikeseknek, Lamont professzort felkeresi két ismeretlen azzal, hogy ijesztő trendet vettek észre. Macskák töltenek fel magukról képeket az internetre, kenyérhéjjal a fejükön, amit "macskenyerezésnek" hívnak. A professzor elmélete szerint ez egy bizonyíték arra, hogy a macskák már majdnem olyan intelligensek, mint az emberek. Hamarosan egyre újabb és újabb mémek jelennek meg mind az emberek, mind a macskák között, mint például az "O Long Johnsonozás", ami halálesetekkel is együtt jár. A fiúk mindennek ellenére továbbra is próbálnak "Faith Hillezni", de szép lassan, egyenként meggyőződnek róla, hogy ennek vége van.
Lamont és a többi tudós megkísérelnek beszélni az "O Long Johnson" macskával, levonva a következtetést, hogy már beszélni is tudnak. Miközben újabb trendek alakulnak ki, mint a "Swiftjohnsonozás", és a "Riporterkedés", a macskához beküldik az emberiség nagykövetét, aki állítása szerint azt tudta meg tőle, hogy elkerülhetetlen a fajháború az emberek és a macskák között. A srácok újabb mémekkel próbálkoznak, mint az eddigi összeset ötvöző "macskenyeres Taylor Swift riporterkedés". A következő republikánus elnökjelölti vitán (amelyen az O Long Johnson macska is részt vesz, ezért "seggcicázásnak" nevezik) megpróbálják előadni, de Cartman az utolsó pillanatban meggondolja magát, és "Faith Hillezni" kezd a színpadon. Hirtelen énekelni kezd, és a tömeget arra bátorítja, hogy utánozzák őt, amiben mindenki, még az elnökjelöltek (Rick Santorum, Mitt Romney, és Newt Gingrich) is részt vesznek.
Az epizód végén egy riporter foglalja össze, hogy Cartman megmutatta mindenkinek, hogy milyen embernek lenni. Mint mondja, az üzenet nem világos, de ez nem számít, amíg a közönség megkapja a zenét, a celebek alázását, és a cicikkel táncoló republikánus jelölteket (amit a riporter "polprostitúciónak" nevez). Miután az egész "riporterkedés" volt, a semmiből jövő vonat halálra gázolja.